# Anathallis humilis
Anathallis humilis är en orkidéart som först beskrevs av Charles Schweinfurth, och fick sitt nu gällande namn av Carlyle August Luer. Anathallis humilis ingår i släktet Anathallis och familjen orkidéer. Inga underarter finns listade i Catalogue of Life.